# Левин, Николай Иванович
Никола́й Ива́нович Ле́вин (19 декабря 1958, Старый Бурец, Кировская область — 12 октября 2018, Москва), Москва — государственный деятель Российской Федерации и Республики Карелия.

## Биография

### Образование
В 1978 году окончил Горьковское речное училище.
В 1990 году окончил отделение экономики труда Московской высшей школы профсоюзного движения ВЦСПС им. Н. М. Шверника
В 1999 году окончил Северо-Западную академию государственной службы при Президенте Российской Федерации по специальности «государственное и муниципальное управление».
Кандидат экономических наук.

## Карьера
С 1978 года — матрос-моторист, начальник радиостанции судов, инженер-технолог Беломорского морского порта. В октябре 1984 года избран председателем профкома Беломорского морского порта.
С марта 1988 года до июня 1990 года — инструктор промышленно-транспортного отдела, заместитель заведующего орготделом Беломорского райкома КПСС.
С июня 1990 года по февраль 1991 года — председатель Беломорского городского Совета народных депутатов.
С февраля по сентябрь 1991 года — секретарь Беломорского райкома КПСС.
С 1991 года — заместитель управляющего отделением Агропромбанка (Беломорск).
С декабря 1995 года — глава местного самоуправления Беломорского района.
В 2000 году избран Председателем Палаты Представителей Законодательного Собрания Республики Карелия II созыва.
С 29 марта по 7 июня 2000 года — член Совета Федерации Федерального Собрания Российской Федерации.
С 2002 года — Председатель Законодательного Собрания Республики Карелия. В феврале 2006 года, наряду с Сергеем Катанандовым и Павлом Черновым, был предложен президенту на рассмотрение в качестве (технической, как предполагали в республике) кандидатуры на пост Главы Карелии. В итоге был переназначен Катанандов, решение получило согласие подавляющего большинства карельского парламента.

## Выборы мэра Петрозаводска (2009)
На выборах мэра Петрозаводска 2009 года выдвинут Карельским региональным отделением партия Единая Россия и поддержан администрацией Катанандова. Одним из самых заметных пунктов программы Левина являлось предложение об объединении Петрозаводского городского округа с Прионежским районом.
Подготовка к выборам ознаменовалась расколом внутри местного отделения Справедливой России — один из лидеров оппозиции, бизнесмен Девлет Алиханов, опережавший кандидата от власти по рейтингам, в конечном итоге отказался от предвыборной гонки в пользу Левина, вступив вместе со своими сторонниками из числа справедливороссов в Единую Россию, по слухам ради должности сенатора от Правительства Карелии. Особенностью предвыборной кампании также стал беспрецедентный отказ в её освещении со стороны всех теле- и радиоканалов республики (все они были подконтрольны республиканским властям) — не проводились дебаты, не освещались позиции кандидатов, то есть фактически эфирное время было только у Николая Левина как одного из ключевых должностных лиц республики.
5 июля, при рекордно низкой явке в 21,2 %, Левин одержал победу на выборах, получив 58,87 % голосов избирателей. Ближайший конкурент спикера — предприниматель Александр Темнышев, демонстративно покинувший ряды Единой России двумя месяцами ранее, — сумел привлечь лишь 16,21 %.

## Выборы Главы Петрозаводского городского округа (2013)
Николай Левин одержал победу в предварительном партийном голосовании (праймериз «Единой России»), обеспечив себе возможность участия в выборах от партии «Единая Россия», но на всенародных выборах 8 сентября 2013 года получил 28,93 % голосов, значительно уступив кандидату-самовыдвиженцу Галине Ширшиной, получившей 41,94 % голосов избирателей. 11 сентября 2013 года сложил полномочия Главы Петрозаводского городского округа.

## Управляющий отделением Пенсионного фонда России по Республике Карелия
17 февраля 2014 года назначен управляющим отделением Пенсионного фонда России по Республике Карелия.
В июне 2018 года высказал мнение о повышении пенсионного возраста в России: «Аргумент о том, что многие просто не доживут до пенсии, вряд ли можно считать обоснованным».
Скончался 13 октября 2018 года, находясь в командировке в Москве, на 60-м году жизни.
Похоронен на почётном месте Сулажгорского кладбища Петрозаводска.

## Награды
- Орден Дружбы (28 декабря 2007) — за заслуги в законотворческой деятельности[8]
- Почётная грамота Республики Карелия (1998)
- Заслуженный работник народного хозяйства Республики Карелия (5 ноября 2003) — за многолетний плодотворный труд и большой личный вклад в социально-экономическое развитие республики[9]
- Медаль «За заслуги перед Республикой Карелия» (16 февраля 2024) — за высокие достижения и заслуги перед Республикой Карелия и ее жителями в социально-экономической, государственной и муниципальной деятельности, в области национальной политики, укрепления гражданского общества, формирования правового государства
- Почётная грамота Совета Федерации Федерального Собрания Российской Федерации
- Почётная грамота Государственной Думы Федерального Собрания Российской Федерации (12 марта 2009) — за существенный вклад в развитие законодательства Российской Федерации и парламентаризма в Российской Федерации[10]
- Почётная грамота Законодательного Собрания Республики Карелия (19 мая 2004) — за существенный вклад в развитие законодательства Республики Карелия, в становление и развитие органов представительной власти Республики Карелия[11]

## Семья
Был женат. С супругой Татьяной познакомился на танцах 23 февраля в клубе водников. Два сына — Степан (старший), Денис (младший). Есть 2 внука и внучка.

### Увлечения
Любил баню. Готовил пельмени на Новый год, свой день рождения и день рождения жены.